# Mașini la drum
Mașini la drum este un serial de televiziune animat american produs de Pixar Animation Studios pentru serviciul de streaming Disney+ și bazat pe franciza Mașini. Actorii vocali includ Owen Wilson în rolul lui Fulger McQueen și Larry the Cable Guy în rolul lui Bucșă.
Scenariul este scris de Steve Purcell și produs de Marc Sondheimer. Amplasat după evenimentele din Mașini 3 (2017), serialul îi are în prim-plan pe Fulger (Wilson) și Bucșă (Cable Guy) în timp ce se îmbarcă într-o călătorie pentru a participa la nunta surorii lui Mater, vizitând diverse locații și personaje de-a lungul drumului.